# Люз-Ардиден
Люз-Ардиден (фр. Luz-Ardiden, исп. Luze-Ardiden) — горный массив и горнолыжный курорт на юго-западе Франции на границе с Испанией в Пиренеях, входит в департамент Верхние Пиренеи, и в целом в регион Юг — Пиренеи.

## Тур де Франс

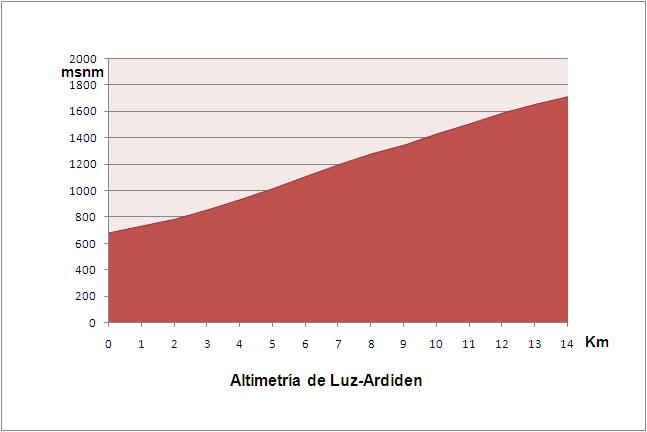
Альтиметрия подъёма

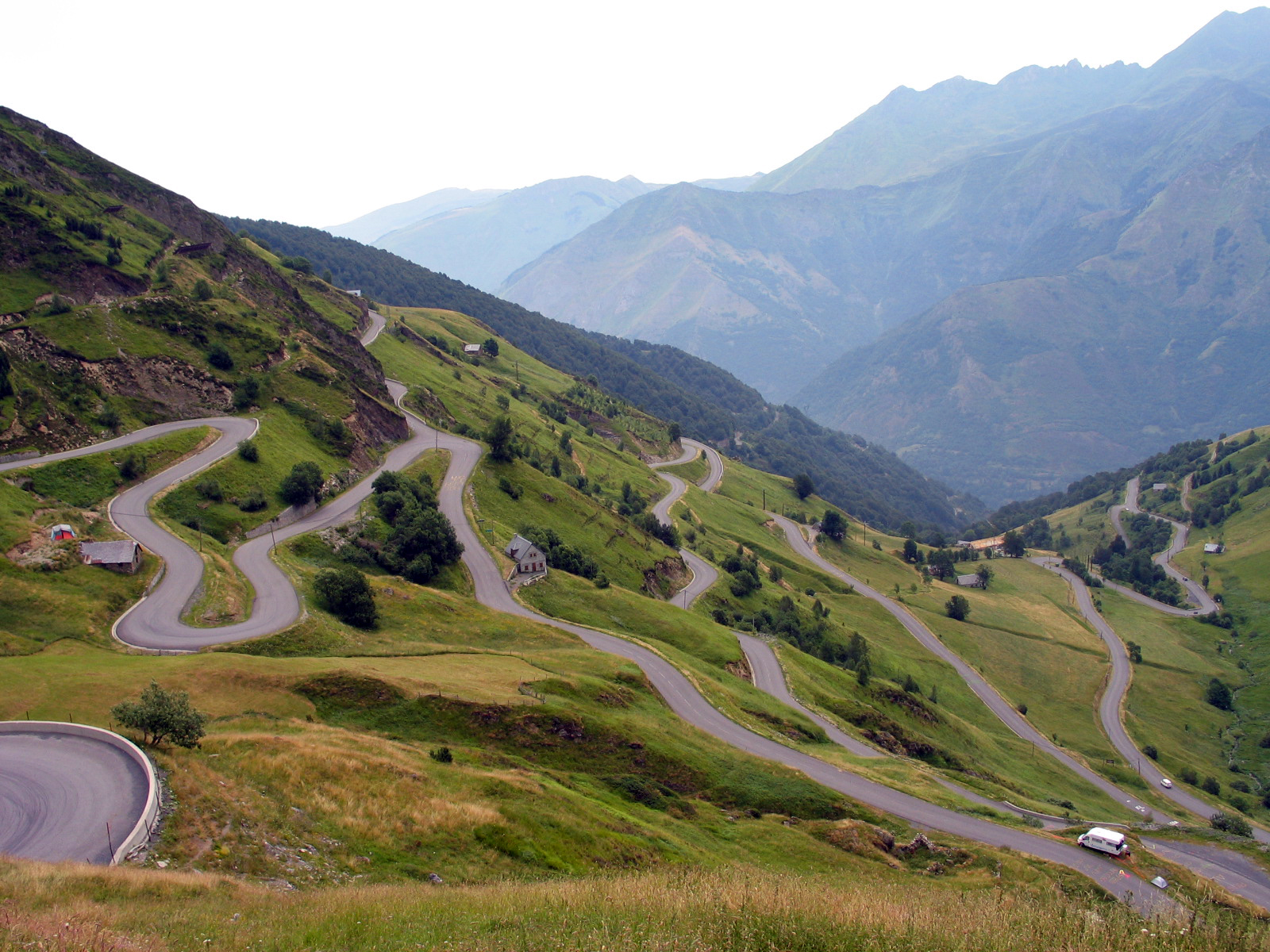
Тур де Франс почти каждый год проводится в Люз Ардидене

На Люз-Ардиден восемь раз финишировали этапы Тур де Франс — самой известной и престижной велосипедной гонки мира, которая проходит во Франции уже более ста лет.
Подъём начинается в Люс-Сен-Совёр на высоте 710 м и заканчивается в до Луз-Ардидене (1720 м). Протяжённость составляет 14,7 км с перепадом высот 1010 м. Средний градиент — 6,9 %, максимальный — 10 %.